# Vanderson Válter de Almeida
Vanderson Válter de Almeida (Cuiabá, 15 januari 1978), voetbalnaam Vandinho, is een Braziliaans voormalig betaald voetballer die bij voorkeur op het middenveld speelde. 

## Carrière
Vandinho speelde in eigen land bij Sport Club Internacional, Esporte Clube Pelotas, Guarani Futebol Clube, Santa Cruz Futebol Clube, Criciúma Esporte Clube en Grêmio Esportivo Inhumense. In het seizoen 2002/03 verhuisde hij naar de Portugese club Rio Ave FC. In zijn eerste seizoen promoveerde hij met de club uit Vila do Conde naar de Portugese eerste divisie.
In 2004/05 ging Vandinho naar SC Braga. In februari 2010 werd hij voor drie maanden gschorst na een opstootje in de met 2-0 gewonnen thuiswedstrijd tegen Benfica. Hiermee was voor hem het voetbalseizoen feitelijk voorbij. Als aanvoerder speelde hij met Braga de finale van de UEFA Europa League 2010/11 die verloren werd van FC Porto. 
In 2011 ging hij naar Sharjah FC in de Verenigde Arabische Emiraten. Hierna keerde hij terug naar Brazilie waar hij nog speelde voor Paraná, Santo Ângelo, Cuiabá en Grêmio Anápolis.